# Narong Prangcharoen

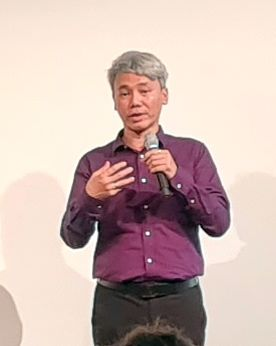
Narong Prangcharoen 2023

Narong Prangcharoen (Thai: ณรงค์ ปรางค์เจริญ; * 1973 in Uttaradit) ist einer der führenden thailändischen Komponisten.

## Leben
Narong lernte bei Narongrit Dharmabutra in Thailand. Danach studierte er bei Stephen Taylor und David Feurzeig an der Illinois State University. Es folgten Studien bei Chen Yi, Zhou Long, Paul Rudy und James Mobberley an der University of Missouri–Kansas City. Er lehrte an der Srinakharinwirot-Universität und der Illinois State University. Narong gründete das Thailand Composition Festival in Bangkok. Seine Kompositionen wurden weltweit aufgeführt (unter anderem in der Carnegie Hall).

## Preise
- 2004: Tōru Takemitsu Composition Award (2. Preis)
- 2005: ACL Yoshiro IRINO Memorial Prize
- 2007: Contemporary National Artist
- 2007: Silapathorn Award

## Diskographie
- Phenomenon (2009)